# Лордс-Коув
Лордс-Коув (англ. Lord's Cove) — містечко в Канаді, у провінції Ньюфаундленд і Лабрадор.

## Населення
За даними перепису 2016 року, містечко нараховувало 162 особи, показавши скорочення на 7,4%, порівняно з 2011-м роком. Середня густина населення становила 5,2 осіб/км².
З офіційних мов обидвома одночасно не володів жоден з жителів, тільки англійською — 160.
Працездатне населення становило 47,5% усього населення, рівень безробіття — 10,5% (20% серед чоловіків та 20% серед жінок). 100% осіб були найманими працівниками, а 0% — самозайнятими.

## Клімат
Середня річна температура становить 5,5°C, середня максимальна – 18,6°C, а середня мінімальна – -8,6°C. Середня річна кількість опадів – 1 432 мм.
| Клімат поселення                              | Клімат поселення | Клімат поселення | Клімат поселення | Клімат поселення | Клімат поселення | Клімат поселення | Клімат поселення | Клімат поселення | Клімат поселення | Клімат поселення | Клімат поселення | Клімат поселення | Клімат поселення |
| Показник                                      | Січ.             | Лют.             | Бер.             | Квіт.            | Трав.            | Черв.            | Лип.             | Серп.            | Вер.             | Жовт.            | Лист.            | Груд.            |                  |
| Середній максимум, °C                         | 0,97             | 0,23             | 2,62             | 7,13             | 11,60            | 15,79            | 17,39            | 18,58            | 15,91            | 11,08            | 6,71             | 2,40             |                  |
| Середня температура, °C                       | −3,46            | −4,18            | −1,82            | 2,68             | 7,16             | 11,36            | 14,44            | 15,62            | 12,99            | 8,13             | 3,76             | −0,54            |                  |
| Середній мінімум, °C                          | −7,89            | −8,63            | −6,25            | −1,74            | 2,72             | 6,92             | 11,51            | 12,70            | 10,04            | 5,20             | 0,81             | −3,49            |                  |
| Норма опадів, мм                              | 127              | 116              | 114              | 111              | 108              | 111              | 96               | 100              | 131              | 141              | 146              | 131              |                  |
| Середньомісячна швидкість вітру, м/с          | 9.06             | 8.37             | 7.76             | 6.71             | 5.64             | 5.06             | 4.78             | 5.03             | 5.87             | 6.92             | 7.91             | 8.71             |                  |
| Середньомісячна сонячна радіація, кДж/м²·день | 3851             | 6621             | 10830            | 14247            | 17740            | 19277            | 18582            | 16167            | 12479            | 7612             | 4337             | 3083             |                  |
| --------------------------------------------- | ---------------- | ---------------- | ---------------- | ---------------- | ---------------- | ---------------- | ---------------- | ---------------- | ---------------- | ---------------- | ---------------- | ---------------- | ---------------- |
| Джерело:                                      |                  |                  |                  |                  |                  |                  |                  |                  |                  |                  |                  |                  |                  |